# EuroBasket de 2007

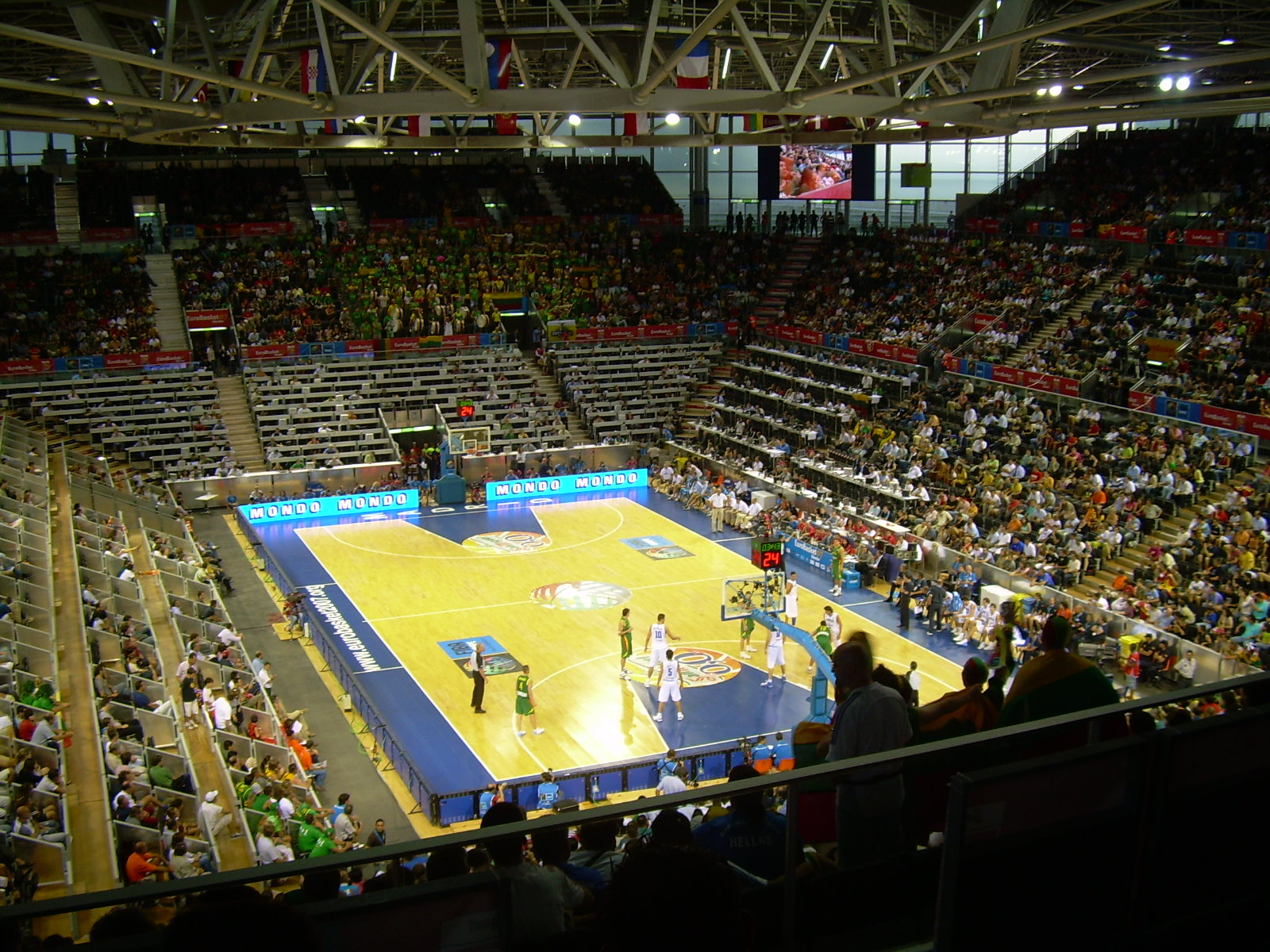
Jogo entre a Lituânia e a Itália no Madrid Arena.

O EuroBasket 2007, XXXV campeonato europeu de basquetebol masculino, decorreu em Espanha entre 3 e 16 de Setembro de 2007. O evento foi organizado pela FIBA Europa e pela Federação Espanhola de Basquetebol (FEB). Nesta competição participaram 16 selecções europeias, competindo pelo título de campeã da Europa; a então campeã era a equipe da Grécia.

## Ronda de qualificação
As nove equipas europeias que estiveram presentes no Campeonato Mundial de Basquetebol no Japão, em 2006, foram automaticamente qualificadas para participar no EuroBasket 2007; são as selecções da Grécia, Alemanha, França, Espanha, Lituânia, Eslovénia, Sérvia, Itália e Turquia.
Outros seis participantes participaram numa ronda de qualificação que decorreu entre 31 de Agosto e 16 de Setembro de 2006. As equipas que ganharam os lugares em causa foram a Croácia, a República Checa, a Letónia, a Polónia, Portugal e a Rússia. Com um total de 15 equipas faltava apurar uma 16ª selecção para o campeonato; um torneio adicional foi realizado em Mahón, nas Ilhas Baleares em Espanha, tendo sido ganho pela equipa de Israel.

## Cidades sede

As cinco cidades sede do torneio.

| Grupo       | Cidade           | Campo                                         | Capacidade |
| ----------- | ---------------- | --------------------------------------------- | ---------- |
| A           | Granada          | Palacio de los Deportes                       | 7.500      |
| B           | Sevilha          | Pabellón Municipal de San Pablo               | 10.000     |
| C           | Palma de Maiorca | Velódromo de Palma                            | 6.000      |
| D           | Alicante         | Centro de Tecnificación                       | 5.500      |
| E e F       | Madrid           | Madrid Arena                                  | 10.500     |
| Ronda final | Madrid           | Palacio de Deportes de la Comunidad de Madrid | 15.500     |

## Grupos

Mapa dos países participantes. A vermelho está marcado o país organizador.

| Grupo A | Grupo B  | Grupo C         | Grupo D   |
| ------- | -------- | --------------- | --------- |
| Grécia  | Espanha  | Alemanha        | França    |
| Rússia  | Croácia  | Lituânia        | Eslovénia |
| Sérvia  | Letónia  | Turquia         | Itália    |
| Israel  | Portugal | República Checa | Polónia   |

## Primeira fase

### Grupo A
| Equipa | J | G | P | T+  | T-  | DT  | PTS |
| ------ | - | - | - | --- | --- | --- | --- |
| Rússia | 3 | 3 | 0 | 224 | 174 | +50 | 6   |
| Grécia | 3 | 2 | 1 | 197 | 194 | +3  | 5   |
| Israel | 3 | 1 | 2 | 209 | 249 | -40 | 4   |
| Sérvia | 3 | 0 | 3 | 215 | 228 | -13 | 3   |

- Resultados

| Data     | Hora² | Jogo¹  | Jogo¹ | Jogo¹  | Resultado |
| -------- | ----- | ------ | ----- | ------ | --------- |
| 03.09.07 | 18:00 | Sérvia | -     | Rússia | 65-73     |
| 03.09.07 | 20:30 | Israel | -     | Grécia | 66-76     |
| 04.09.07 | 18:00 | Rússia | -     | Israel | 90-56     |
| 04.09.07 | 20:30 | Grécia | -     | Sérvia | 68-67     |
| 05.09.07 | 18:00 | Israel | -     | Sérvia | 87-83     |
| 05.09.07 | 20:30 | Rússia | -     | Grécia | 61-53     |

- (¹) -  Todos em Granada
- (²) -  Hora local de Espanha (UTC +2, CEST)

### Grupo B
| Equipa   | J | G | P | T+  | T-  | DT  | PTS |
| -------- | - | - | - | --- | --- | --- | --- |
| Croácia  | 3 | 2 | 1 | 252 | 237 | +15 | 5   |
| Espanha  | 3 | 2 | 1 | 259 | 218 | +41 | 5   |
| Portugal | 3 | 1 | 2 | 201 | 239 | -38 | 3   |
| Letônia  | 3 | 1 | 2 | 229 | 247 | -18 | 3   |

- Resultados

| Data     | Hora² | Jogo¹    | Jogo¹ | Jogo¹    | Resultado |
| -------- | ----- | -------- | ----- | -------- | --------- |
| 03.09.07 | 19:00 | Letônia  | -     | Croácia  | 85-77     |
| 03.09.07 | 21:30 | Portugal | -     | Espanha  | 56-82     |
| 04.09.07 | 19:00 | Croácia  | -     | Portugal | 90-68     |
| 04.09.07 | 21:30 | Espanha  | -     | Letônia  | 93-77     |
| 05.09.07 | 19:00 | Portugal | -     | Letônia  | 77-67     |
| 05.09.07 | 21:30 | Croácia  | -     | Espanha  | 85-84     |

- (¹) -  Todos em Sevilha
- (²) -  Hora local de Espanha (UTC +2, CEST)

### Grupo C
| Equipa   | J | G | P | T+  | T-  | DT  | PTS |
| -------- | - | - | - | --- | --- | --- | --- |
| Lituânia | 3 | 3 | 0 | 265 | 224 | +41 | 6   |
| Alemanha | 3 | 2 | 1 | 242 | 211 | +31 | 5   |
| Turquia  | 3 | 1 | 2 | 198 | 237 | -39 | 4   |
| Chéquia  | 3 | 0 | 3 | 225 | 258 | -33 | 3   |

- Resultados

| Data     | Hora² | Jogo¹    | Jogo¹ | Jogo¹    | Resultado |
| -------- | ----- | -------- | ----- | -------- | --------- |
| 03.09.07 | 18:00 | Chéquia  | -     | Alemanha | 78-83     |
| 03.09.07 | 20:30 | Turquia  | -     | Lituânia | 69-86     |
| 04.09.07 | 18:00 | Lituânia | -     | Chéquia  | 95-75     |
| 04.09.07 | 20:30 | Alemanha | -     | Turquia  | 79-49     |
| 05.09.07 | 18:00 | Lituânia | -     | Alemanha | 84-80     |
| 05.09.07 | 20:30 | Chéquia  | -     | Turquia  | 72-80     |

- (¹) -  Todos em Palma de Maiorca
- (²) -  Hora local de Espanha (UTC +2, CEST)

### Grupo D
| Equipa    | J | G | P | T+  | T-  | DT  | PTS |
| --------- | - | - | - | --- | --- | --- | --- |
| Eslovênia | 3 | 3 | 0 | 206 | 186 | +20 | 6   |
| França    | 3 | 2 | 1 | 209 | 195 | +14 | 5   |
| Itália    | 3 | 1 | 2 | 209 | 208 | -1  | 4   |
| Polónia   | 3 | 0 | 3 | 188 | 223 | -35 | 3   |

- Resultados

| Data     | Hora² | Jogo¹     | Jogo¹ | Jogo¹     | Resultado |
| -------- | ----- | --------- | ----- | --------- | --------- |
| 03.09.07 | 19:00 | Polónia   | -     | França    | 66-74     |
| 03.09.07 | 21:30 | Itália    | -     | Eslovênia | 68-69     |
| 04.09.07 | 19:00 | França    | -     | Itália    | 69-62     |
| 04.09.07 | 21:30 | Eslovênia | -     | Polónia   | 70-52     |
| 05.09.07 | 19:00 | Eslovênia | -     | França    | 67-66     |
| 05.09.07 | 21:30 | Polónia   | -     | Itália    | 70-79     |

- (¹) -  Todos em Alicante
- (²) -  Hora local de Espanha (UTC +2, CEST)

## Segunda fase

### Grupo E
| Equipa   | J | G | P | T+  | T-  | DT  | PTS |
| -------- | - | - | - | --- | --- | --- | --- |
| Espanha  | 4 | 3 | 1 | 323 | 268 | +55 | 7   |
| Rússia   | 4 | 3 | 1 | 298 | 255 | +43 | 7   |
| Croácia  | 4 | 2 | 2 | 328 | 313 | +15 | 6   |
| Grécia   | 4 | 2 | 2 | 268 | 281 | -13 | 6   |
| Israel   | 4 | 1 | 3 | 287 | 335 | -48 | 5   |
| Portugal | 4 | 1 | 3 | 283 | 325 | -52 | 5   |

- (*) -  Soma-se à classificação da primeira fase (apenas válido para as equipas apuradas para a segunda fase)
- Resultados

| Data     | Hora² | Jogo¹    | Jogo¹ | Jogo¹    | Resultado |
| -------- | ----- | -------- | ----- | -------- | --------- |
| 07.09.07 | 16:30 | Portugal | -     | Rússia   | 65-78     |
| 07.09.07 | 19:00 | Israel   | -     | Croácia  | 80-75     |
| 07.09.07 | 21:30 | Espanha  | -     | Grécia   | 76-58     |
| 09.09.07 | 16:30 | Portugal | -     | Israel   | 94-85     |
| 09.09.07 | 19:00 | Grécia   | -     | Croácia  | 81-78     |
| 09.09.07 | 21:30 | Rússia   | -     | Espanha  | 69-81     |
| 11.09.07 | 16:30 | Croácia  | -     | Rússia   | 0-0       |
| 11.09.07 | 19:00 | Grécia   | -     | Portugal | 0-0       |
| 11.09.07 | 21:30 | Espanha  | -     | Israel   | 0-0       |

- (¹) -  Todos em Madrid (Madrid Arena)
- (²) -  Hora local de Espanha (UTC +2, CEST)

### Grupo F
| Equipa    | J | G* | P | T+  | T-  | DT  | PTS |
| --------- | - | -- | - | --- | --- | --- | --- |
| Lituânia  | 3 | 3  | 0 | 249 | 223 | +26 | 10  |
| Eslovênia | 3 | 3  | 0 | 202 | 185 | +17 | 9   |
| França    | 3 | 2  | 1 | 213 | 195 | +6  | 8   |
| Alemanha  | 3 | 1  | 2 | 225 | 211 | +14 | 7   |
| Itália    | 3 | 0  | 3 | 204 | 217 | -13 | 6   |
| Turquia   | 3 | 0  | 3 | 169 | 231 | -62 | 5   |

- (*) -  Soma-se à classificação da primeira fase (apenas válido para as equipas apuradas para a segunda fase)
- Resultados

| Data     | Hora² | Jogo¹     | Jogo¹ | Jogo¹     | Resultado |
| -------- | ----- | --------- | ----- | --------- | --------- |
| 08.09.07 | 16:30 | França    | -     | Alemanha  | 78-66     |
| 08.09.07 | 19:00 | Itália    | -     | Lituânia  | 74-79     |
| 08.09.07 | 21:30 | Turquia   | -     | Eslovênia | 51-66     |
| 10.09.07 | 16:30 | Itália    | -     | Turquia   | 84-75     |
| 10.09.07 | 19:00 | Lituânia  | -     | França    | 88-73     |
| 10.09.07 | 21:30 | Alemanha  | -     | Eslovênia | 47-77     |
| 12.09.07 | 16:30 | Alemanha  | -     | Itália    | 67-58     |
| 12.09.07 | 19:00 | França    | -     | Turquia   | 85-64     |
| 12.09.07 | 21:30 | Eslovênia | -     | Lituânia  | 61-80     |

- (¹) -  Todos em Madrid (Madrid Arena)
- (²) -  Hora local de Espanha (UTC +2, CEST)

## Terceira fase
|  | Quartas de final       | Quartas de final       |                        |          | Semifinais     | Semifinais     |  |  | Final                | Final |
|  |                        |                        |                        |          |                |                |  |  |                      |       |
|  | 13 de Setembro - 21:30 |                        |                        |          |                |                |  |  |                      |       |
|  |                        |                        |                        |          |                |                |  |  |                      |       |
|  | Espanha                | 83                     |                        |          |                |                |  |  |                      |       |
|  | Espanha                | 83                     | 15 de Setembro - 19:00 |          |                |                |  |  |                      |       |
|  | Alemanha               | 55                     |                        |          |                |                |  |  |                      |       |
|  | Alemanha               | 55                     | Espanha                | 82       |                |                |  |  |                      |       |
|  | 14 de Setembro - 21:30 |                        | Espanha                | 82       |                |                |  |  |                      |       |
|  |                        | Grécia                 | 77                     |          |                |                |  |  |                      |       |
|  | Grécia                 | Grécia                 | 77                     | 63       |                |                |  |  |                      |       |
|  | Grécia                 |                        | 16 de Setembro - 21:30 | 63       |                |                |  |  |                      |       |
|  | Eslovênia              | 62                     |                        |          |                |                |  |  |                      |       |
|  | Eslovênia              | 62                     | Espanha                | 59       |                |                |  |  |                      |       |
|  | 13 de Setembro - 19:00 |                        | Espanha                | 59       |                |                |  |  |                      |       |
|  |                        | Rússia                 | 60                     |          |                |                |  |  |                      |       |
|  | Rússia                 | Rússia                 | 60                     | 75       |                |                |  |  |                      |       |
|  | Rússia                 | 15 de Setembro - 21:30 |                        | 75       |                |                |  |  |                      |       |
|  | França                 | 71                     |                        |          |                |                |  |  |                      |       |
|  | França                 | 71                     | Rússia                 | 86       | Terceiro lugar | Terceiro lugar |  |  |                      |       |
|  | 14 de Setembro - 19:00 |                        | Rússia                 | 86       | Terceiro lugar | Terceiro lugar |  |  |                      |       |
|  |                        | Lituânia               | 74                     |          |                |                |  |  |                      |       |
|  | Croácia                | Lituânia               | 74                     | 72       | Grécia         | 69             |  |  |                      |       |
|  | Croácia                |                        |                        | 72       | Grécia         | 69             |  |  |                      |       |
|  | Lituânia               | 74                     |                        | Lituânia | 78             |                |  |  |                      |       |
|  | Lituânia               | 74                     |                        |          | 78             |                |  |  |                      |       |
|  |                        |                        |                        |          |                |                |  |  | 16 September – 19:00 |       |
|  |                        |                        |                        |          |                |                |  |  |                      |       |

- (¹) -  Todos em Madrid (Madrid Arena)
- (²) -  Hora local de Espanha (UTC +2, CEST)